# Partito Liberazione Nazionale
Il Partito Liberazione Nazionale (in spagnolo Partido Liberación Nacional - PLN) è un partito politico della Costa Rica, di ispirazione socialdemocratica.
Fondato a La Paz de San Ramón il 12 ottobre 1951, si presentò alle elezioni presidenziali del 1953 candidando José Figueres Ferrer, già presidente della Costa Rica nel periodo 1948-1949. Figueres Ferrer vinse le elezioni e durante il suo mandato vennero fondati l'Istituto Costaricano per l'Elettricità (ICE) e l'Istituto Nazionale per l'edilizia e lo sviluppo urbano (INVU).

## Presidenti della Repubblica
Dal 1960 ad oggi il PLN ha avuto otto mandati presidenziali:
- Francisco Orlich Bolmarcich (1962-1966), presidente con il quale il paese ha aderito al Mercato Comune Centroamericano
- José Figueres Ferrer (1970-1974), al suo terzo mandato
- Daniel Oduber Quirós (1974-1978)
- Luis Alberto Monge Álvarez (1982-1986)
- Óscar Arias Sánchez (1986-1990) e (2006-2010), Premio Nobel per la pace nel 1987
- José María Figueres Olsen (1994-1998)
- Laura Chinchilla Miranda (2010-2014)

## Risultati
| Elezione          | Voti    | %     | Seggi   |
| ----------------- | ------- | ----- | ------- |
| Parlamentari 2002 | 412.383 | 27,10 | 17 / 57 |
| Parlamentari 2006 | 589.731 | 36,54 | 25 / 57 |
| Parlamentari 2010 | 708.043 | 37,27 | 24 / 57 |
| Parlamentari 2014 | 526.531 | 25,71 | 18 / 57 |
| Parlamentari 2018 | 416.638 | 19,49 | 17 / 57 |
| Parlamentari 2022 | 515.231 | 24,82 | 19 / 57 |